# Трухильо (штат)
Трухильо (исп. Trujillo) — один из 23 штатов Венесуэлы.
Административный центр штата — город Трухильо.
Площадь штата 7 400 км², население — 686 367 человек (2011).

## Муниципалитеты штата

Муниципалитеты штата Трухильо.

- Андрес-Бельо
- Боконо
- Боливар
- Валера (Валера)
- Канделариа
- Караче
- Ла-Сеиба
- Миранда
- Монте-Кармело
- Мотатан
- Пампан
- Пампанито
- Рафаэль-Ранхель
- Сан-Рафаэль-де-Карвахаль
- Сукре
- Трухильо
- Урданета
- Хосе-Фелипе-Маркес-Каньисалес
- Хуан-Винсенте-Кампо-Элиас
- Эскуке